# Whitbread
Whitbread plc er en britisk multinational hotel- og restaurationskoncern. Virksomhedens hotelkæde består af 750 hoteller og kendes under navnet Premier Inn. Desuden drives restaurantkæden Beefeater, pub- og restaurationskæden Brewers Fayre, restaurantkæden Table Table og restaurantkæden Whitbread Inns.
Det begyndte med et bryggeri i 1742, som i 1780'erne var vokset til verdens største bryggeri.